# Ludwig Rader
Ludwig Rader (* 23. Juli 1948 in Waiern, Feldkirchen in Kärnten) ist ein ehemaliger österreichischer Politiker (FPÖ).

## Leben
Bis November 2010 leitete Rader als Beamter des Amtes der Steiermärkischen Landesregierung deren Europa- und Außenbeziehungsabteilung.

## Politik
Rader war von 1983 bis 1995 Mitglied des Steiermärkischen Landtages und übte dort die Funktionen des FPÖ-Klubobmannes und des dritten Präsidenten aus. Von 1985 bis 1988 war der zudem Landesparteiobmann der Steirischen FPÖ, ehe er – als Vertreter des liberalen, pro-europäischen Flügels zunehmend im Widerstreit mit dem erstarkenden Jörg Haider – diese Funktion niederlegte.
Im November 2001 trat Rader aus der FPÖ aus, weil sie seinen liberalen Grundsätzen nicht mehr entsprach.
| Personendaten    | Personendaten                    |
| ---------------- | -------------------------------- |
| NAME             | Rader, Ludwig                    |
| KURZBESCHREIBUNG | österreichischer Politiker (FPÖ) |
| GEBURTSDATUM     | 23. Juli 1948                    |
| GEBURTSORT       | Waiern, Feldkirchen in Kärnten   |